# Военная организация БКП
Военная организация БКП (болг. Военна организация на БКП) — вооружённое крыло Болгарской коммунистической партии, существовавшее в 1920—1925 гг.
Создана после разгрома транспортной стачки правительством БЗНС при помощи частей Оранжевой гвардии. Для предотвращения подобных репрессий в будущем БКП(т.с.) принимает решение о создании вооружённого крыла партии.
ВО состояла из нескольких секций: организационно-мобилизационной, оперативной, работы в армии, по вооружению и разведывательной. Делилась на областные, окружные и районные организации. Деятельность вели малые оперативные группы из шести человек — «шестёрки», состоящие из подготовленных коммунистов.
ВО активно участвовала в подготовке Сентябрьского восстания 1923 г. После его поражения, в условиях постоянных репрессий и ужесточения режима, группа левых коммунистов из ВО провела нападение на Собор Святой Недели в 1925 г., где уничтожила многих высокопоставленных военных и политических деятелей режима. Вследствие развернутого правительством террора ВО была почти полностью уничтожена.